# انتخابات ریاست‌جمهوری ایالات متحده آمریکا (۱۸۴۰)
انتخابات ریاست جمهوری ایالات متحده (۱۸۴۰)، چهاردهمین انتخابات ریاست جمهوری ایالات متحده بود که از جمعه ۳۰ اکتبر تا چهارشنبه ۲ دسامبر ۱۸۴۰ برگزار شد. این انتخابات تحت تأثیر بحران اقتصادی ۱۸۳۷ موسوم به هراس و وحشت ۱۸۳۷ قرار گرفت و باعث شد ویلیام هنری هریسون نامزد حزب ویگ، رئیس‌جمهور فعلی مارتین ون بورن را شکست دهد. این انتخابات اولین پیروزی حزب ویگ در انتخابات ریاست جمهوری بود.
در انتخابات ۱۸۴۰، سیستم دو حزبی کاملاً در سیاست ایالات متحده جا افتاده بود، ویگ‌ها سعی داشتند دموکرات‌های فعلی را که از زمان انتخابات ۱۸۲۸ ،کاخ سفید را کنترل می‌کردند، کنار بگذارند. اولین کنوانسیون ملی ویگ که در دسامبر ۱۸۳۹ برگزار شد. ویگ‌ها به دلیل پیشینه نظامی هریسون، وی را به جای سناتور هنری کلی از کنتاکی انتخاب کردند. برای جذب دموکرات‌های جنوبی، ویگ‌ها جان تایلر از ویرجینیا را به عنوان معاون رئیس‌جمهور معرفی کردند. در سومین کنوانسیون ملی دموکرات‌ها به اتفاق آرا مارتین ون بورن، رئیس جمعور فعلی و یکی از بنیان‌گذاران حزب دموکرات را مجدداً انتخاب کردند. اما این کنوانسیون از معرفی فردی برای پست معاون ریاست جمهوری از حزب دموکرات، خودداری نمود.

## مبارزات انتخاباتی سال ۱۸۴۰
قبل از روی کار آمدن مارتین ون بورن در سال ۱۸۳۶، آمریکا در آستانه فاجعه اقتصادی قرار گرفته بود. اختلاف اندرو جکسون با بانک مرکزی ایالات متحده موجب تورم بالا، بیکاری و رکود در کسب و کار گردید. ون بورن وارث این وضعیت بود اما تمایلی به اصلاحلات ساختاری نداشت. سوء مدیریت وی از این بحران اقتصادی، همراه با چهره به ظاهر بی دغدغه او، باعث شد رئیس‌جمهور در میان رای‌دهندگان، محبوبیتی نداشته باشد.
حزب ویگ از بی‌کفایتی رئیس‌جمهور و وضعیت کنونی بیشترین بهره را برد. آن‌ها کنوانسیون خود را در اواخر سال ۱۸۳۹، ماه‌ها قبل از زمان معمول برای مراحل نامزدی، برگزار کردند. هیچ‌یک از رهبران آن‌ها از جمله دنیل وبستر یا هنری کلی از حمایت گسترده مردم برخوردار نبودند. با این حال، به نظر می‌رسید ویلیام هنری هریسون، از ایالت اوهایو و قهرمان جنگ، یک رقیب جدی برای رئیس‌جمهور فعلی باشد.
ون بورن به راحتی نامزد دموکرات‌ها را برای دوره دوم به دست آورد. ریاست جمهوری ون بورن با رکود شدید اقتصاد ایالات متحده و سایر موارد متفرقه دیگر از جمله: برده داری، گسترش به غرب و تنش با انگلیس همراه شد و فرصت‌هایی را برای مخالفان سیاسی ون بورن و حتی برخی دیگر از هم حزبی‌های دموکرات او فراهم کرد تا اقدامات او را نقد کنند. همچنین رشد قدرت سیاسی حزب ویگ و بلوغ آن به عنوان یک حزب حرفه ای موجب شد که ون بورن در یک نبرد سیاسی دشوار قرار گیرد. ون بورن تا اکتبر ۱۸۴۰ نسبت به شانس خود برای انتخاب مجدد خوشبین بود، در آن زمان بعید به نظر می‌رسید که وی بتواند هریسون را شکست دهد. سرانجام، در روزهای انتخابات، هشتاد درصد رای‌دهندگان واجد شرایط به پای صندوق‌های رای رفتند. آرا عمومی دو نامزد نزدیک به هم باقی ماند اما هریسون با آرای ۲۳۴ در مقابل ۶۰ رای گزینندگان ون بورن را شکست داد.